# Ян Кресяк
Ян Кресяк (пол. Jan Krzesiak; нар. 6 липня 1961, Ганськ-Перший, Володавський повіт, Люблінське воєводство) — польський борець вільного стилю, учасник чемпіонату світу, чотирьох чемпіонатів Європи та Олімпійських ігор.

## Життєпис
Боротьбою почав займатися з 1977 року. Виступав за спортивний клуб «Влодовянка» Володава (1977—1983), перший тренер Зенон Нізьол, потім за команду «Славія» Руда-Шльонська (з 1984), де тренувався під керівництвом Владислава Дзюри (в клубі) та Яна Валковяка (в національній збірній). Семиразовий чемпіон Польщі в напівлегкій вазі (1989—1995). У 1993 році на чемпіонаті Європи зупинився за крок від п'єдесталу, посівши четверте місце.
У 1996 році на літніх Олімпійських ігор в Атланті виступав в напівлегкій вазі (до 62 кг). У першому раунді звів нічию (7:7) з Енріке Кубасом (Перу), але програв за рахунок останньої результативної дії суперника, у другому раунді поступився 1:12 Сербану Мумієву (Румунія), в наступний раунд не вийшов і завершив змагання, фінішувавши 17-м.
Випускник тренерської школи Гожуві-Велькопольському (філія Академії фізичного виховання імені Євгеніуша Пясецького в Познані). Живе в Руді Шльонській.

## Спортивні результати на міжнародних змаганнях

### Виступи на Олімпіадах
| Змагання                    | Збірна | Вагова категорія          | Місце |
| --------------------------- | ------ | ------------------------- | ----- |
| Літні Олімпійські ігри 1996 | Польща | вільна боротьба, до 62 кг | 17    |

### Виступи на Чемпіонатах світу
| Змагання                        | Збірна | Вагова категорія          | Місце |
| ------------------------------- | ------ | ------------------------- | ----- |
| Чемпіонат світу з боротьби 1995 | Польща | вільна боротьба, до 62 кг | 27    |

### Виступи на Чемпіонатах Європи
| Змагання                         | Збірна | Вагова категорія          | Місце |
| -------------------------------- | ------ | ------------------------- | ----- |
| Чемпіонат Європи з боротьби 1993 | Польща | вільна боротьба, до 62 кг | 4     |
| Чемпіонат Європи з боротьби 1994 | Польща | вільна боротьба, до 62 кг | 9     |
| Чемпіонат Європи з боротьби 1995 | Польща | вільна боротьба, до 62 кг | 11    |
| Чемпіонат Європи з боротьби 1996 | Польща | вільна боротьба, до 62 кг | 8     |

### Виступи на інших змаганнях
| Змагання                           | Збірна | Вагова категорія          | Місце |
| ---------------------------------- | ------ | ------------------------- | ----- |
| Гран-прі Німеччини з боротьби 1990 | Польща | вільна боротьба, до 62 кг | 5     |
| Гран-прі Німеччини з боротьби 1994 | Польща | вільна боротьба, до 62 кг | 6     |